# Kajo Korejski
Blaženi Kajo (Gajo) Korejski (lat. Caius Coreanus; Koreja, 1571. – Nagasaki, 15. studenoga 1624.), bio je korejski katolički laik, katehist, isusovac i mučenik, ubijen u progonima kršćana u Nagasakiju. Blaženik je Katoličke Crkve, a spomendan mu je 15. studenoga. Jedan je od Japanskih mučenika.

## Život
Rođen je u Koreji. Roditelji ga u mladosti šalju u budistički samostan, koji napušta i odlazi u planinu živjeti kao pustinjak. Navodno je živio u pećini, koju je dijelio s tigrom, u uzdržljivosti i odricanju svega što nije bilo nužno za život. Jedne noći u meditaciji ukazao mu se čovjek »veličanstvena izgleda« i nagovijestio mu kako će za godinu dana »prevaliti more i, nakon puno rada i umora, zadobiti plod svoje želje«.
Za japanske invazije Koreje 1592. zarobljen je i poslan kao rob brodom u Japan. Kod otoka Tsushima doživljava brodolom. Bio je na samrti, no poslan je u Kyoto, a njegovao ga je otac njegove ljubavnice Gaj Foyn. Po oporavku odlazi živjeti u jednu od kyotskih pagoda, no ni tamo ne uspijeva pronaći mir te se razbolio. U bolesti je sanjao pagodu u plamenu i »dijete čudesne ljepote« koje ga je tješilo govoreći: »Ne boj se više, blizu si postizanju sreće koju žudiš«. Po buđenju je ozdravio.
Napustivši pagodu, vratio se svojem gospodaru, koji ga upoznaje s kršćaninom, a on s isusovačkim svećenicima. Ubrzo se obratio na katoličanstvo i krstio. Tijekom kateheze, jedan od svećenika pokazuje mu Isusovu sliku, koga Kajo prepoznaje kao onoga koji mu se ukazao u pećini i prorekao mu budućnost. Služio je bolesnima, osobito gubavcima. 1614. odlazi na Filipine kao sluga Justa Takayame, samuraja protjerana zbog katoličke vjere. Po Takayaminoj smrti 1615. vraća se u Japan i nastavlja katehezirati Korejce koji su protjerani u Japan nakon invazije, ali i Japance. Za progona kršćana uhićen je i, odbivši odreći se vjere, osuđen na smrt. Tijekom utamničenja, prihvaćen je u isusovce, no ubijen je prije nego li je obaviješten o tome. Spaljen je na lomači 1624. zajedno s japanskim katolikom Jakovom Koichijem.

## Štovanje
Dana  papa Pio IX. izdaje proglas o mučeništvu, a godinu dana kasnije proglašen je blaženim kao dio 205 japanskih mučenika.